# Kallang
Kallang is een wijk in de Central Region van Singapore. Het is bekend als locatie voor enkele sportaccommodaties, samengevat onder de naam Singapore Sports Hub. Ook lag Singapore's eerste burgerluchthaven Kallang Airport (1937–1955) in deze wijk.
Anders dan in andere steden in Singapore, is het commerciële centrum niet in de nabijheid van het metrostation gevestigd. De Singapore Sports Hub bevat, naast de sportaccommodaties, tevens winkel- en uitgaansgebieden, en het theater.
De Kallang River slingert zich door deze wijk. De rivier biedt niet alleen mogelijkheden voor watersport, maar tevens was het in de geschiedenis van Singapore een plek waar enkele van de oudste vestigingen werden gesticht. Met zijn ruim tien kilometer lengte is de Kallang River de langste rivier van Singapore.

## Transport
Doordat Kallang tegen de stadskern van Singapore aan ligt, wordt het goed bediend door de metrolijnen (MRT = Mass Rapid Transit) en de autosnelwegen (Expressways).

## Sport
Onder de algemene noemer Singapore Sports Hub vindt men:
- Het Singapore Indoor Stadium. Hier worden van 2014 tot en met 2018 de eindejaarskampioenschappen van het internationale vrouwentennis georganiseerd. In 2010 werden hier de onderdelen badminton en tafeltennis van de Olympische Jeugdzomerspelen gehouden. Sinds 2007 vindt hier jaarlijks de Singapore-editie van de BWF Super Series (badminton) plaats.
- Het National Stadium. Dit is voornamelijk voor voetbalwedstrijden in gebruik. Daarnaast vinden er rugby-, cricket- en atletiekwedstrijden plaats. Het stadion kan met een schuifdak worden gesloten.
- Een zwemhal met een wedstrijdbad (tien banen) en een oefenbad (acht banen).
- Een watersportcentrum voor kano- en kajakvaren.

Een al wat langer (sinds 1978) bestaande accommodatie is het Kallang Tennis Centre met veertien banen. Hier werd het onderdeel tennis van de Olympische Jeugdzomerspelen van 2010 gehouden.
In hetzelfde gebied vindt men voorts allerlei faciliteiten om het publiek te amuseren, variërend van kleuterspeelplekken tot en met een arena voor bijvoorbeeld popconcerten, naast de eerder genoemde functies voor winkelen en uitgaan.

## Bron
Dit artikel of een eerdere versie ervan is een (gedeeltelijke) vertaling van het artikel Kallang op de Engelstalige Wikipedia, dat onder de licentie Creative Commons Naamsvermelding/Gelijk delen valt. Zie de bewerkingsgeschiedenis aldaar.